# ホエアズ・ユア・ラヴ
「ホエアズ・ユア・ラヴ」は、イギリスの歌手クレイグ・デイヴィッドのグレイテスト・ヒッツアルバム『グレイテスト・ヒッツ』からの楽曲。客演にはティンチー・ストライダーを迎えている。また、後にソロデビューするリタ・オラがフックを歌っている。彼女の名前は客演クレジットがないがビデオには登場している。
この楽曲はイギリスとアイルランドのみでデジタル・リリースされた。この曲はコーラス・パートではUKガラージを取り入れており、これは彼をスターへと導いたジャンルへの敬意を表しているものと考えられている。このシングルはUKシングルチャートでは最高位58位を記録した。

## 規格と収録曲
デジタル・ダウンロード
1. ホエアズ・ユア・ラヴ - 4:34

## ミュージック・ビデオ
この楽曲のミュージック・ビデオは、動画ストリーミングサイトYouTubeに2008年10月17日にアップロード（オフィシャル・リリース）された。ビデオでは、デイヴィッドのほか、リタ・オラ、ティンチー・ストライダーもフィーチャーされている。

## チャート
| チャート（2008年） | 最高 順位 |
| ------------------ | --------- |
| UKシングルチャート | 58        |